# Грижовните мечета
„Грижовните мечета“ (на английски: The Care Bears Movie) е канадско-американски анимационен филм от 1985 г. Той е един от първите филми, базирани директно на линия за играчки, той представя героите на грижовните мечета, техните другари и неговите братовчеди. Във филма, собственикът на сиропиталището (Мики Руни) разказва историята на Грижовните мечета.
Филмът излиза на екран на 24 март 1985 г. във Вашингтон и на 29 март 1985 г. в Северна Америка. Разпространител на филма е The Samuel Goldwyn Company.